# Marich Ágoston
Marich Ágoston (Budapest, 1883. november 19. – Reit im Winkl, 1955. november) magyar eszperantista postatiszt, majd rendőr; élt Hollandiában is.
1901-től eszperantista és az első eszperantó csoport titkára volt. Hamarosan ő lett az első – és maradt is az I. világháborúig – népszerűsítője a magyarországi eszperantó mozgalomnak. A háború után komoly szerepe volt a rendőr eszperantó mozgalomban. Kb. 10 újságot alapított és adott ki, de azok között volt olyan, amiből csak egyetlen példány jelent meg. A legjelentősebbek az 1907-ben alapított La Verda Standardo és az 1922-ben alapított La Polico újságok voltak.1909-ben népszerűsítő füzetet szerkesztett – megjelent németül és románul is, de előző évben szerkesztett eszperantó nyelvtant is. A tervezett nyelvek történetével is foglalkozott.
Az eszperantó mozgalom történeti elemzését is szerkesztette Ernest Drezen-től (63–64. és 73. oldalak).
Komoly eszperantó gyűjteménnyel is rendelkezett.